# Uresiphita catalalis
Uresiphita catalalis là một loài bướm đêm trong họ Crambidae.